# Gothminister
I Gothminister sono una band metal norvegese, nata nel 1991. Hanno pubblicato otto album, riscuotendo molto successo in Germania.

## Formazione

### Formazione attuale
- Gothminister (Bjørn Alexander Brem) - voce
- Turbo Natas (Ketil Eggum) - chitarra
- Chris Dead (Christian Svendsen) - batteria
- Icarus (Glenn Nilsen) - chitarra

### Ex componenti
- Halfface (Tom Kalstad) - tastiere
- Dementia Narcissus (Sandra Jensen) — Cori
- Android (Andy Moxnes) — Tastiere, Chitarra
- Machine (Bjorn Aadland) - chitarra

### Altri musicisti
- Eirik Øien (Session) — Basso elettrico nel terzo album Happiness in Darkness
- Nell Sigland - voce sulle canzoni "Wish" (Gothic Electronic Anthems), "Your Saviour", "The Allmighty" e "Emperor" (Happiness in Darkness)

## Discografia

### Albums and EPs
| Titolo                                        | Data di uscita | Tipo   | Note          | Etichetta                                |
| --------------------------------------------- | -------------- | ------ | ------------- | ---------------------------------------- |
| Angel Demo                                    | 2001           | Demo   | Demo EP       | Angel                                    |
| Gothic Electronic Anthems                     | 2003           | Studio | Primo album   | BMG, Drakkar, Soulfood, Tatra            |
| Empire of Dark Salvation                      | 2005           | Studio | Secondo album | BMG, Drakkar, e-Wave, Tatra, Tuba        |
| Happiness In Darkness                         | 2008           | Studio | Terzo album   | BMG, Drakkar                             |
| Anima Inferna                                 | 2011           | Studio | Quarto album  | Danse Macabre, Alive!                    |
| Utopia                                        | 2013           | Studio | Quinto album  | AFM Records, Soulfood Music Distribution |
| The Other Side                                | 2017           | Studio | Sesto album   | AFM Records, Soulfood Music Distribution |
| Pandemonium                                   | 2022           | Studio | Settimo album | AFM Records, Soulfood Music Distribution |
| Pandemonium II: The Battle of the Underworlds | 2024           | Studio | Ottavo album  | AFM Records, Soulfood Music Distribution |

### Singoli
| Titolo                             | Data di uscita | Album                                         | Note                 | Etichetta                                |
| ---------------------------------- | -------------- | --------------------------------------------- | -------------------- | ---------------------------------------- |
| Angel                              | 2002           | Gothic Electronic Anthems                     | ---                  | Soulfood, Tatra                          |
| Devil                              | 2002           | Gothic Electronic Anthems                     | ---                  | Soulfood, Tatra                          |
| The Holy One                       | 2003           | Gothic Electronic Anthems                     | Singolo promozionale | BMG, Drakkar, e-Wave, Tatra              |
| Swallowed by the Earth             | 2005           | Empire of Dark Salvation                      | Club Single          | ???                                      |
| Dusk Till Dawn                     | 2008           | Happiness in Darkness                         | Singolo promozionale | BMG, Drakkar                             |
| Freak                              | 2009           | Happiness in Darkness                         | Singolo              | BMG, Drakkar                             |
| Liar                               | 2011           | Anima Inferna                                 | Singolo promozionale | Danse Macabre, Alive!                    |
| Utopia                             | 2013           | Utopia                                        | Singolo promozionale | AFM Records, Soulfood Music Distribution |
| Der Fliegende Mann                 | 2017           | The Other Side                                | Singolo promozionale | AFM Records, Soulfood Music Distribution |
| The Sun                            | 2017           | The Other Side                                | Singolo promozionale | AFM Records, Soulfood Music Distribution |
| Ich Will Alles                     | 2017           | The Other Side                                | Singolo promozionale | AFM Records, Soulfood Music Distribution |
| We Are The Ones Who Rule The World | 2017           | The Other Side                                | Singolo promozionale | AFM Records, Soulfood Music Distribution |
| Pandemonium                        | 2022           | Pandemonium                                   | Singolo promozionale | AFM Records, Soulfood Music Distribution |
| We Come Alive                      | 2024           | Pandemonium II: The Battle of the Underworlds | Singolo promozionale | AFM Records, Soulfood Music Distribution |